# Ucon
Ucon és una població dels Estats Units a l'estat d'Idaho. Segons el cens del 2000 tenia 943 habitants.

## Demografia
Segons el cens del 2000, Ucon tenia 943 habitants, 280 habitatges, i 236 famílies. La densitat de població era de 472,8 habitants/km².
Dels 280 habitatges en un 43,9% hi vivien nens de menys de 18 anys, en un 74,6% hi vivien parelles casades, en un 7,9% dones solteres, i en un 15,7% no eren unitats familiars. En el 12,9% dels habitatges hi vivien persones soles el 4,3% de les quals corresponia a persones de 65 anys o més que vivien soles. El nombre mitjà de persones vivint en cada habitatge era de 3,3 i el nombre mitjà de persones que vivien en cada família era de 3,62.
Per edats la població es repartia de la següent manera: un 34,7% tenia menys de 18 anys, un 9,4% entre 18 i 24, un 25,8% entre 25 i 44, un 22,4% de 45 a 60 i un 7,7% 65 anys o més.
L'edat mediana era de 32 anys. Per cada 100 dones de 18 o més anys hi havia 102 homes.
La renda mediana per habitatge era de 39.375 $ i la renda mediana per família de 41.250 $. Els homes tenien una renda mediana de 30.809 $ mentre que les dones 19.911 $. La renda per capita de la població era de 12.964 $. Aproximadament el 7,2% de les famílies i el 9,8% de la població estaven per davall del llindar de pobresa.

## Poblacions més properes
El següent diagrama mostra les poblacions més properes.